# Lucio Calpurnio Bestia
Lucio Calpurnio Bestia (in latino Lucius Calpurnius Bestia; fl. II secolo a.C.) è stato un politico romano.

## Biografia
Fu eletto tribuno della plebe nel 121 a.C. e, successivamente, console nel 111 a.C.
Gli fu affidata la guerra contro Giugurta ed egli iniziò energicamente la campagna, ma in seguito, corrotto dal re numida, gli concesse una pace favorevole. Al suo ritorno a Roma venne processato e condannato.
Aveva una figlia, Calpurnia, che sposò Publio Antistio e fu madre di Antistia, prima moglie di Gneo Pompeo Magno. Calpurnia si suicidò nell'82 a.C., dopo l'omicidio di suo marito e il ripudio di sua figlia. 

## Nella letteratura
È citato nel giornalino di Gian Burrasca, dove i ragazzi aderenti alla “Società segreta” del collegio Pierpaoli chiamano "Calpurnio" il direttore prof. Stanislao, riferendosi proprio a Lucio Calpurnio Bestia, così da offenderlo non scopertamente.
(Giannino Stoppani)
(Gigino Balestra)